# Tázlár
Tázlár är en ort i Ungern.   Den ligger i provinsen Bács-Kiskun, i den centrala delen av landet, 110 km söder om huvudstaden Budapest. Tázlár ligger 114 meter över havet och antalet invånare är 1 984.
Terrängen runt Tázlár är mycket platt. Runt Tázlár är det ganska tätbefolkat, med 120 invånare per kvadratkilometer. Närmaste större samhälle är Kiskunhalas, 12,9 km söder om Tázlár. Omgivningarna runt Tázlár är en mosaik av jordbruksmark och naturlig växtlighet.